# Daniel Piñero
Daniel Ignacio Piñero Dalmau (8 de diciembre de 1951; Ciudad de México), es un biólogo evolutivo e investigador del Instituto de Ecología de la UNAM. Su especialidad es la genética de poblaciones, ecología y evolución molecular. Su trabajo en el área de genética de poblaciones es pionero en México. Ha estudiado la historia evolutiva de diversos grupos de plantas, animales y bacterias mexicanas.

## Primeros años y educación
Daniel Piñero nació en la Ciudad de México, México en 1951. Obtuvo el grado de Biólogo en 1975 de la Facultad de Ciencias de la UNAM en 1975. Posteriormente inició trabajos de investigación en ecología vegetal y obtuvo el grado de maestría trabajando con la demografía y reproducción de la palmera tropical Astrocaryum mexicanum en la misma UNAM bajo la dirección de José Sarukhán. En la Universidad de California, Davis obtuvo el doctorado en genética, con énfasis en genética de poblaciones y evolución bajo la supervisión de Robert W. Allard.

## Trabajo de investigación
Daniel Piñero ingresó como investigador al Instituto de Biología, UNAM en 1979. Inicialmente continuó el estudio de genética de poblaciones de Astrocarium mexicanum y empezó a estudiar otras especies, como por ejemplo frijoles, especies del género Rhizobium y de Agave. También desarrolló investigación científica enfocada en entender procesos evolutivos relacionados con los patrones de diversidad genética de las especies mexicanas de Pinus. Recientemente ha iniciado el estudio de los procesos de domesticación de cultivos mexicanos.
Como profesor de grado ha dirigido más de 20 tesis licenciatura, 15 de maestría y 20 de doctorado.

## Divulgación científica
Como parte de su labor de divulgación o comunicación pública de la ciencia ha escrito sobre personajes importantes en la historia de la ecología de poblaciones como Ronald A. Fisher y Luigi Cavalli Sforza, sobre la crisis de la biodiversidad y las pandemias, entre otros.

## Reconocimientos
En 2021 Recibió el Premio Universidad Nacional que otorga la Universidad Nacional Autónoma de México a miembros destacados de su comunidad. Este premio reconoce la investigación de Piñero en el área de ciencias naturales.